# Paco Plaza
Francisco Plaza Trinidad (Valencia, 26 de septiembre de 1973), más conocido como Paco Plaza, es un director de cine español.

## Biografía
Es Licenciado en Ciencias de la Información (rama de Ciencias de la Imagen, por el centro CEU San Pablo adscrito a la Universidad Politécnica de Valencia) y está diplomado en Dirección Cinematográfica por la Escuela de Cinematografía y del Audiovisual de la Comunidad de Madrid (ECAM). Habla español, inglés y francés.
Aunque es más conocido como director, también es guionista, productor, editor y hasta fue diseñador de vestuario en una ocasión para Tropismos (1995), su primer cortometraje y con el que debutó como director.
Paco es conocido en el cine español por la creación de la tetralogía [REC]. En la primera película de la serie se emula un falso documental que intentan realizar una periodista y su cámara, acerca de la vida nocturna en una estación de bomberos. Minutos más tarde, se recibe una llamada de urgencia para acudir a un edificio, donde acudirá la pareja que filma el documental con el fin de grabar un trabajo interesante.
Un año después del lanzamiento de la primera película, el director estadounidense John Erick Dowdle crea una adaptación del film de Paco Plaza, que sale a la luz bajo el nombre de Quarantine (Cuarentena). La trilogía [REC] ha acumulado un total de 26 galardones y 17 nominaciones en numerosos festivales de cine.

## Filmografía

### Cine
| Año  | Película                               | Género                  | Ocupación                                                         |
| ---- | -------------------------------------- | ----------------------- | ----------------------------------------------------------------- |
| 2022 | Hermana muerte                         | Terror                  | Director                                                          |
| 2021 | La abuela                              | Terror                  | Director                                                          |
| 2019 | Quien a hierro mata                    | Suspenso                | Director                                                          |
| 2017 | Verónica                               | Terror                  | Director                                                          |
| 2014 | Requisitos para ser una persona normal | Comedia                 | Productor ejecutivo                                               |
| 2012 | [REC]³ Génesis                         | Terror                  | Director y guionista                                              |
| 2009 | [REC]²                                 | Terror                  | Codirector junto a Jaume Balagueró, guionista, compositor y actor |
| 2009 | Spanish Movie                          | Comedia                 | Actor                                                             |
| 2007 | [REC]                                  | Terror                  | Codirector junto a Jaume Balagueró y guionista                    |
| 2004 | Romasanta, la caza de la bestia        | Terror, Drama, Historia | Director                                                          |
| 2002 | El segundo nombre                      | Terror, Suspenso        | Director y guionista                                              |

### Cortometrajes
| Año  | Título                            | Género                  | Ocupación                                                       |
| ---- | --------------------------------- | ----------------------- | --------------------------------------------------------------- |
| 2014 | Ultravioleta                      | Drama, Fantasía, Terror | Director                                                        |
| 2013 | Habitantes                        | Drama, Fantasía         | Productor                                                       |
| 2012 | Llagas                            | Drama, Terror           | Consultor de argumento                                          |
| 2010 | Luna de miele, Luna di sangue VII | Terror                  | Director y guionista                                            |
| 2009 | Lo siento, te quiero              |                         | Productor                                                       |
| 2001 | Puzzles                           | Drama                   | Director                                                        |
| 1999 | Abuelitos                         | Drama, Misterio         | Director                                                        |
| 1997 | Tarzán en el Café Lisboa          | Drama                   | Director, guionista, productor y editor                         |
| 1995 | Tropismos                         |                         | Director, guionista, productor, editor y diseñador de vestuario |

### Televisión
| Año  | Título                                        | Género                  | Ocupación                          |
| ---- | --------------------------------------------- | ----------------------- | ---------------------------------- |
| 2016 | El Ministerio del Tiempo: «Tiempo de magia»   | Fantástico, Drama       | Director                           |
| 2005 | Películas para no dormir: «Cuento de Navidad» | Terror, Suspenso        | Director                           |
| 2002 | OT: La película                               | Documental              | Codirector junto a Jaume Balagueró |
| 2002 | Cuéntame cómo pasó                            | Drama, Comedia, Familia | Actor                              |